# Hot Leg
Hot Leg var ett brittiskt rockband som bildades 2007 av Justin Hawkins, sångare och gitarrist i The Darkness. Övriga medlemmar var gitarristen Pete Rinaldi, trummisen Darby Todd och basisten Samuel Stokes. Bandets debutalbum, Red Light Fever, gavs ut den 9 februari 2009 och nådde som bäst plats 81 på den brittiska albumlistan. Två singlar gavs ut från albumet – "I've Met Jesus" och "Cocktails" – båda misslyckades dock med att ta sig till några högre placeringar på singellistan i Storbritannien.
Gruppen turnerade flitigt, främst i Storbritannien, men besökte också ett antal festivaler runtom Europa, däribland Sweden Rock Festival och Rockweekend. En uppföljare till Red Light Fever spelades in, men gavs aldrig ut. Bandet gjorde sin sista konsert den 2 december 2009 i London, innan det upplöstes.

## Historia

### Bildandet
Hot Leg bildades året efter att Justin Hawkins lämnat The Darkness på grund av alkohol- och drogmissbruk. 7 december 2007 skapade Hawkins en profil på Myspace, han var dock vid tidpunkten ensam medlem i bandet. I början av 2008 kom han i kontakt med trummisen Darby Todd, som senare blev gruppens andra medlem. Med hjälp av Todd fick han tag på basisten Samuel Stokes och senare även gitarristen Pete Rinaldi som gjorde gruppen komplett. I juni 2008 meddelade gruppen att man förberedde en miniturné, Hands Up Who Loves Hot Leg, där man gjorde fyra konserter i olika delar av England. Samtidigt gav man ut låten "Heroes" gratis och meddelade också att debutalbumet, som ännu inte hade någon titel, var klart.

### Red Light Fever

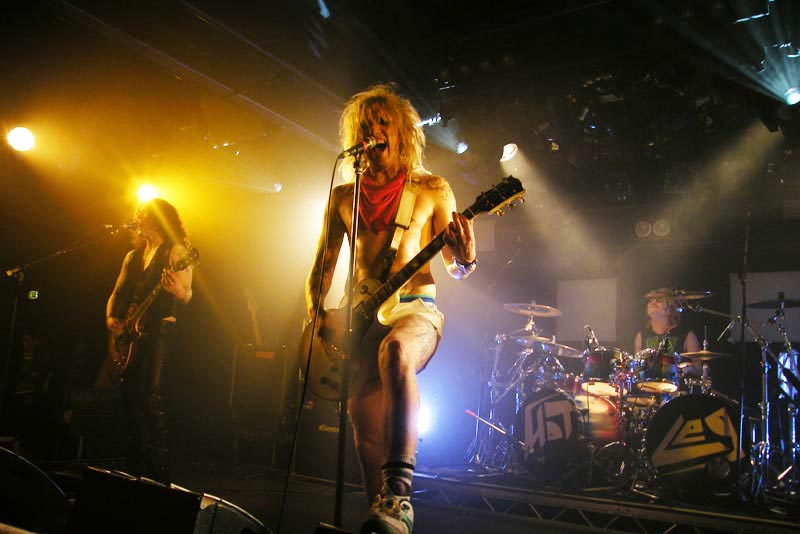
Hot Leg live i Norwich den 16 mars 2009.

24 juli 2008 meddelade Hot Leg på sin Myspace att låten "Trojan Guitar" skulle komma att bli gruppens första singel och att den också skulle återfinnas på bandets kommande debutalbum. En musikvideo till låten spelades in och "Trojan Guitar" gavs till slut ut den 20 oktober, dock endast som gratis nedladdning. Hot Leg gjorde sin första konsert på Proud Galleries i London den 6 augusti. Hot Leg inledde i oktober en månadslång headlineturné i Storbritannien. Under första delen av november var gruppen förband till Alter Bridge, men fick ställa in de tre sista konserterna då Hawkins fått problem med halsen. Under andra halvan av november var Hot Leg förband åt den amerikanska hårdrocksgruppen Extreme. Turnén avslutades den 24 november på Astoria Theatre i London och Extreme avslutade kvällen med ett potpurri av Queensånger tillsammans med bland andra Justin Hawkins och Pete Rinaldi, då det på dagen var 17 år sedan sångaren i Queen, Freddie Mercury, avled.
Den 18 november tillkännagav gruppen att "I've Met Jesus" skulle ges ut som bandets första riktiga singel. Låten gavs ut den 15 december, men lyckades dock endast att nå plats 135 på den brittiska singellistan. Den 13 januari 2009 meddelade Hot Leg att utgivningsdatumet för gruppens debutalbum var 9 februari och att albumet skulle heta Red Light Fever. Albumet fick relativt goda recensioner; i Sydsvenskan fick Red Light Fever 3 av 5 i betyg och man beskrev albumet som "The Darkness med extra allt: vildare falsetter, tightare spandex, kungligare Queen-flörtar och svullnare svulstigheter." Trots recensionerna uteblev succén och albumet nådde som bäst plats 81 på den brittiska albumlistan. Drygt tre veckor senare, den 2 mars, gavs gruppens andra singel, "Cocktails", ut och nådde plats 84 på den brittiska singellistan. Den 26 februari inledde gruppen Red Light Fever tour och första spelningen var på Limelight i Belfast. Under sommaren 2009 turnerade gruppen på olika festivaler i Europa och besökte bland annat Sweden Rock Festival och Rockweekend i Sverige.

### Uppehåll
Efter att ha varit inaktiva i drygt ett år meddelade Justin Hawkins den 13 oktober 2010, på sin twitter, att "samtliga medlemmar av the Leg är inblandade i olika projekt för tillfället" och att bandet gjort ett uppehåll. Drygt två månader senare, i december, meddelades det att Stone Gods också gjort ett uppehåll vilket gjorde att spekulationer om att The Darkness återförenats tog vid. Den 15 mars 2011 bekräftades det att The Darkness, med originaluppsättningen, faktiskt återförenats och att gruppen arbetade med ett nytt studioalbum. I juni 2011 sade Justin Hawkins i en intervju att både Hot Leg och Stone Gods spelat in en uppföljare till respektive bands debutalbum men att "det är lite meningslöst att ge ut ett album om du inte kommer att göra arbetet också, och vi är för upptagna med saker kring Darkness för att göra sådana saker."

## Medlemmar
- Justin Hawkins — sång, gitarr, klaviatur (2007–2010)
- Pete Rinaldi — gitarr, kör (2008–2010)
- Samuel Stokes — basgitarr, kör (2008–2010)
- Darby Todd — trummor (2008–2010)

Temporära medlemmar
- Carlos Garcia — gitarr (2009)

Tidslinje sedan grundandet

## Diskografi

### Studioalbum
- 2009 – Red Light Fever

### Singlar
- 2008 – "I've Met Jesus"
- 2009 – "Cocktails"

## Turnéer
- Hands Up Who Loves Hot Leg
- Hot Leg UK tour Oktober 2008
- Hot Leg support tour November 2008
- Red Light Fever tour